# Анаткаси (Маріїнсько-Посадський район)
Анатка́си (рос. Анаткасы, чув. Анаткас) — присілок у складі Маріїнсько-Посадського району Чувашії, Росія. Входить до складу Шоршельського сільського поселення.
Населення — 84 особи (2010; 97 у 2002).
Національний склад:
- чуваші — 97 %